# Championnats d'Amérique du Sud d'athlétisme 1945
Navigation
Édition précédente Édition suivante
Les 14e Championnats d'Amérique du Sud d'athlétisme ont eu lieu en 1945 à Montevideo. 

## Résultats

### Hommes
| Épreuves               | Or                                    | Argent                               | Bronze                                |
| ---------------------- | ------------------------------------- | ------------------------------------ | ------------------------------------- |
| 100 mètres             | José de Assis (BRA) 10 s 58           | Walter Pérez (URU) 10 s 7            | Adelio Márquez (ARG) 10 s 7           |
| 200 mètres             | José de Assis (BRA) 21 s 3            | Adelio Márquez (ARG) 21 s 4          | Rodolfo Carrera (ARG) 22 s 4          |
| 400 mètres             | Jorge Ehlers (CHI) 49 s 0             | Agenor da Silva (BRA) 49 s 2         | Rosalvo Ramos (BRA) 49 s 4            |
| 800 mètres             | Agenor da Silva (BRA) 1 min 55 s 3    | Nilo Riveros (ARG) 1 min 55 s 8      | Alfonso Rozas (CHI) 1 min 56 s 5      |
| 1 500 mètres           | Roberto Yokota (CHI) 4 min 05 s 2     | Alfonso Rozas (CHI) 4 min 05 s 9     | Guillermo García (CHI) 4 min 07 s 0   |
| 3 000 mètres           | Raúl Ibarra (ARG) 8 min 39 s 4        | Raúl Inostroza (CHI) 8 min 41 s 8    | Delfo Cabrera (ARG) 8 min 48 s 8      |
| 5 000 mètres           | Raúl Ibarra (ARG) 15 min 00 s 4       | Raúl Inostroza (CHI) 15 min 04 s 6   | Reinaldo Gorno (ARG) 15 min 24 s 2    |
| 10 000 mètres          | Raúl Ibarra (ARG) 31 min 52 s 6       | Reinaldo Gorno (ARG) 32 min 38 s 2   | Oscar Ibarra (ARG) 32 min 48 s 6      |
| 20 miles               | Corsino Fernández (ARG) 1 h 46 min 20 | Julio Montecinos (CHI) 1 h 50 min 48 | José Berger (BRA) 1 h 54 min 12       |
| 110 mètres haies       | Julio Ramírez (URU) 14 s 7            | Julio Jaime (URU) 14 s 9             | Hélio Pereira (BRA) 15 s 0            |
| 400 mètres haies       | José López (ARG) 55 s 3               | Sylvio Padilha (BRA) 55 s 3          | Hércules Azcune (URU) 56 s 3          |
| Saut en hauteur        | Hércules Azcune (URU) 1,90 m          | Celso Dória (BRA) 1,85 m             | Pedro Listur (URU) 1,85 m             |
| Saut à la perche       | Icaro Mello (BRA) 3,90 m              | Raimundo Rodrigues (BRA) 3,90 m      | Federico Horn (CHI) 3,80 m            |
| Saut en longueur       | José de Assis (BRA) 7,09 m            | Alfredo Meynet (CHI) 6,89 m          | Alberto Eggeling (CHI) 6,78 m         |
| Triple saut            | Geraldo de Oliveira (BRA) 14,43 m     | Celestino Sarraua (ARG) 14,17 m      | Néstor Tenorio (ARG) 14,16 m          |
| Lancer de poids        | Emilio Malchiodi (ARG) 14,69 m        | Ricardo Nitz (BRA) 14,39 m           | Julián Llorente (ARG) 14,21 m         |
| Lancer du disque       | Emilio Malchiodi (ARG) 44,27 m        | Celso Dória (BRA) 43,85 m            | Bento Barros (BRA) 42,77 m            |
| Lancer du marteau      | Juan Fusé (ARG) 48,33 m               | Dário Tavares (BRA) 48,18 m          | Bento Barros (BRA) 47,12 m            |
| Lancer du javelot      | Raúl Cóccaro (URU) 57,08 m            | Efraín Santibáñez (CHI) 56,05 m      | Rodolfo Correa (CHI) 55,26 m          |
| Décathlon              | Mario Recordón (CHI) 6 338 points     | Celso Dória (BRA) 6 217 points       | Raimundo Rodrigues (BRA) 6 060 points |
| Relais 4 × 100 mètres  | Brésil 41 s 9                         | Argentine 42 s 0                     | Uruguay 43 s 3                        |
| relais 4 × 400 mètres  | Brésil 3 min 16 s 5                   | Argentine 3 min 20 s 0               | Uruguay 3 min 28 s 7                  |
| 3000 mètres par équipe | Argentine 11                          | Brésil 15                            | Chili 24                              |
| Cross-country          | Reinaldo Gorno (ARG) 44 min 12 s 4    | Joaquim da Silva (BRA) 44 min 14 s 6 | Raúl Ibarra (ARG) 44 min 29 s 4       |

### Femmes
| Épreuves              | Or                              | Argent                        | Bronze                          |
| --------------------- | ------------------------------- | ----------------------------- | ------------------------------- |
| 100 mètres            | Beatriz Kretschmer (CHI) 12 s 4 | Noemí Simonetto (ARG) 12 s 5  | Oldemia Bargiela (ARG) 12 s 8   |
| 200 mètres            | Elizabeth Müller (BRA) 26 s 4   | Oldemia Bargiela (ARG) 27 s 1 | Beatriz Kretschmer (CHI) 27 s 1 |
| 80 mètres haies       | Noemí Simonetto (ARG) 11 s 7    | Stella Ardinghi (ARG) 12 s 0  | Erica Renner (BRA) 12 s 4       |
| Saut en hauteur       | Ilse Barends (CHI) 1,58 m       | Noemi Simonetto (ARG) 1,50 m  | Elizabeth Müller (BRA) 1,50 m   |
| Saut en longueur      | Noemi Simonetto (ARG) 5,44 m    | Elizabeth Müller (BRA) 5,32 m | Lucy Lake (CHI) 5,03 m          |
| Lancer de poids       | Elizabeth Müller (BRA) 11,79 m  | Edith Klempau (CHI) 11,75 m   | Lore Zippelius (CHI) 11,41 m    |
| Lancer du disque      | Ivete Mariz (BRA) 37,40 m       | Lore Zippelius (CHI) 37,28 m  | Christel Balde (CHI) 36,98 m    |
| Lancer du javelot     | Ursula Holle (CHI) 38,24 m      | Gerda Martín (CHI) 36,25 m    | Edith Klempau (CHI) 34,42 m     |
| Relais 4 × 100 mètres | Argentine 50 s 2                | Chili 51 s 1                  | Brésil 51 s 2                   |

## Tableau des médailles
| Rang | Nation    | Or | Argent | Bronze | Total |
| ---- | --------- | -- | ------ | ------ | ----- |
| 1    | Argentine | 13 | 9      | 9      | 31    |
| 2    | Brésil    | 11 | 12     | 9      | 32    |
| 3    | Chili     | 6  | 10     | 11     | 27    |
| 4    | Uruguay   | 3  | 2      | 4      | 9     |